# Krzysztof Kursa
Krzysztof Kursa (ur. 20 maja 1941 w Kowlu, zm. 29 października 1990 w Krakowie) – polski aktor teatralny i filmowy.

## Życiorys
W 1967 roku ukończył studia na Wydziale Aktorskim PWSTiF w Łodzi, dyplom uzyskując trzy lata później. Występował na scenach następujących teatrów:
- Teatr Powszechny w Łodzi
- Teatr im. Juliusza Osterwy w Gorzowie Wielkopolskim
- Bałtycki Teatr Dramatyczny im. Juliusza Słowackiego w Koszalinie
- Teatr im. Stefana Jaracza w Olsztynie
- Teatr Dolnośląski w Jeleniej Górze
- Teatr Płocki
- Teatr Powszechny im. Jana Kochanowskiego w Radomiu
- Teatr Ludowy w Krakowie
- Teatr Satyry "Maszkaron" w Krakowie

## Filmografia
- 1981: Klejnot wolnego sumienia − Zygmunt II August
- 1981: Z dalekiego kraju − Rajmund Kolbe
- 1982: Zmartwychwstanie Jana Wióro
- 1983: Fort 13 − zjawa porucznika
- 1984: Zabicie ciotki − Głodomór
- 1985: Sam pośród swoich − ormowiec
- 1987: Rzeka kłamstwa (odc. 2)
- 1991: Pogranicze w ogniu (odc. 22)

## Teatr Telewizji
Zagrał główną rolę (wcielił się w postać Argana) w spektaklu "Chory z urojenia" z 1982 roku.